# Warzęchowa Kotlina

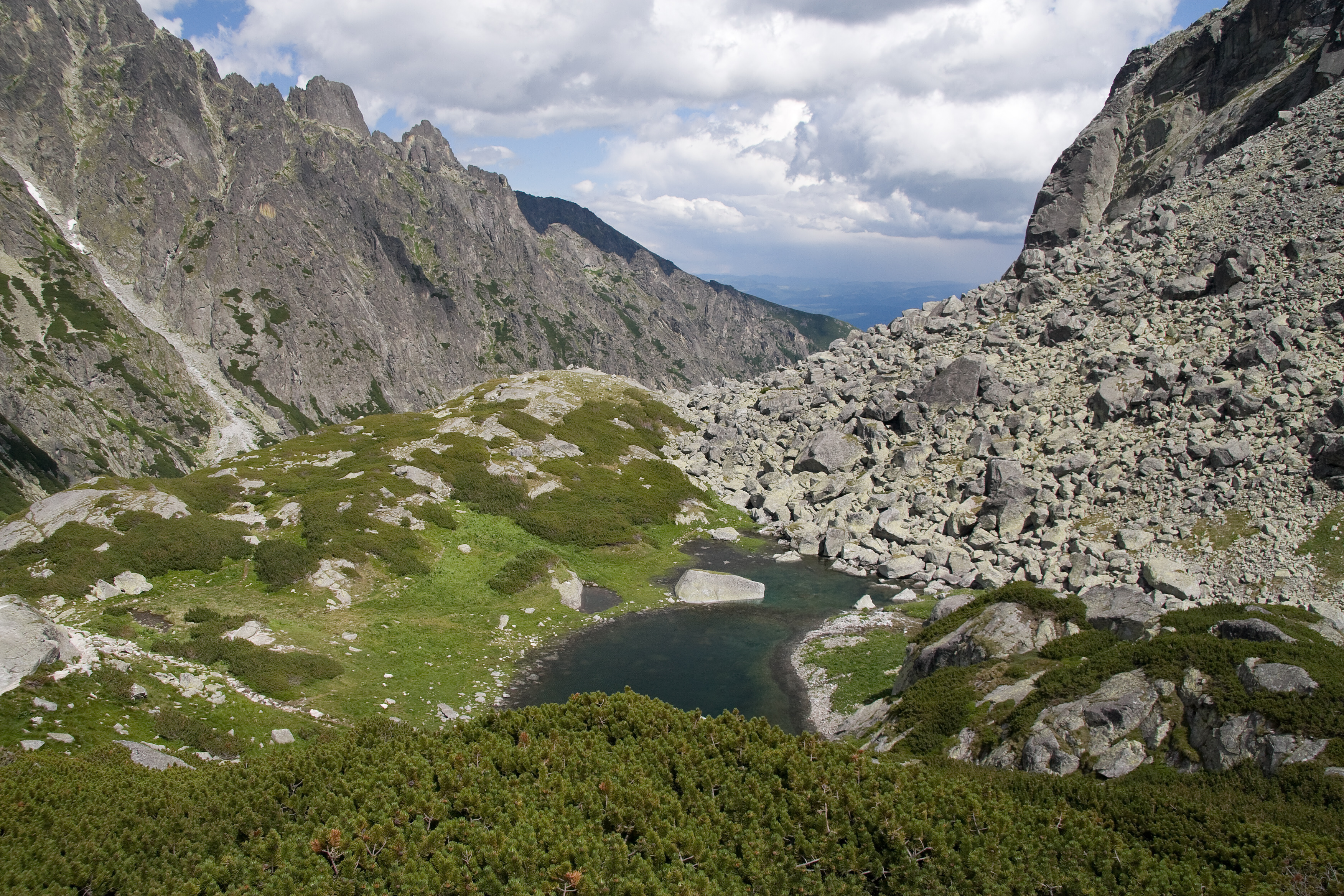
Warzęchowa Kotlina i Warzęchowy Staw

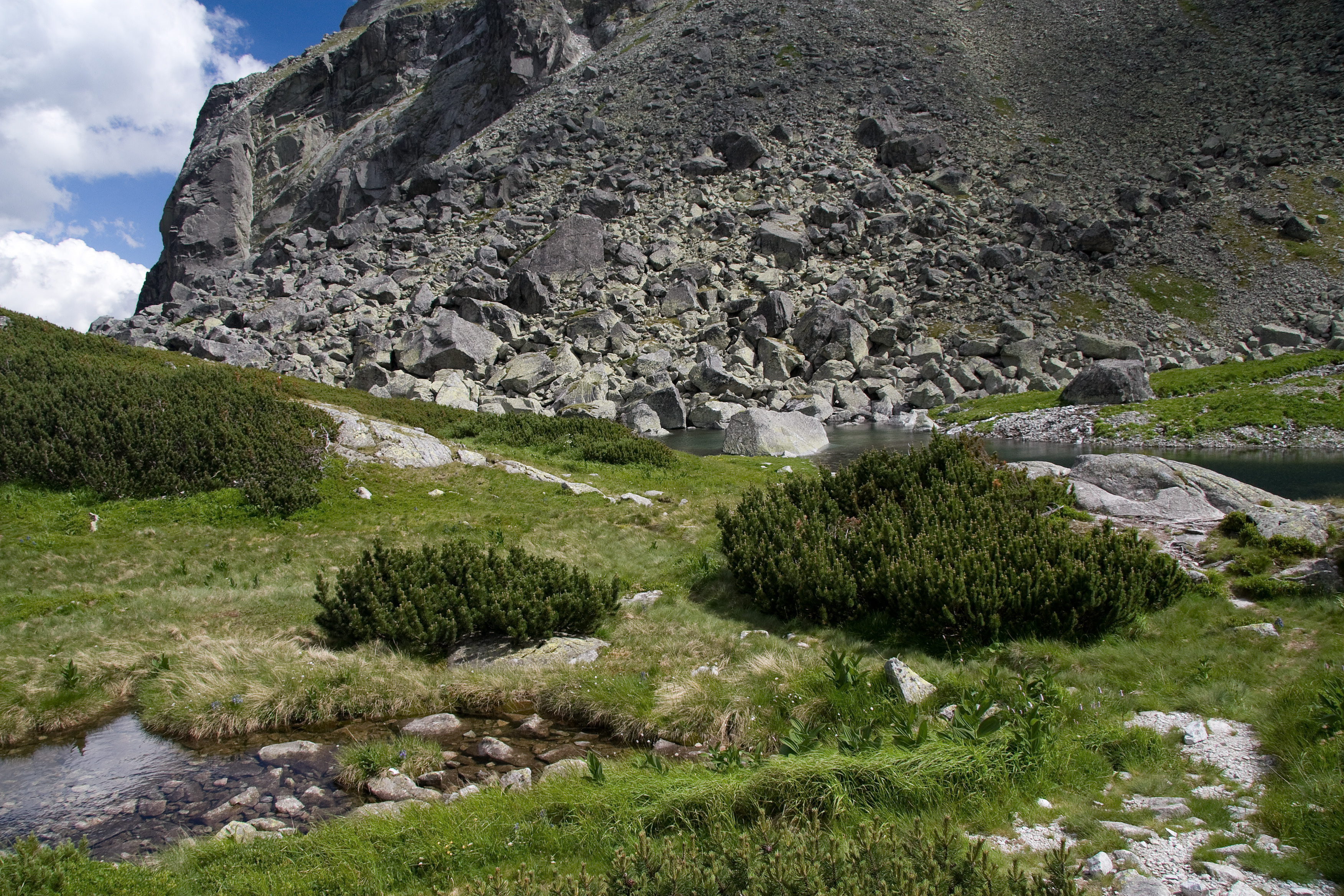
Warzęchowa Kotlina i Warzęchowy Staw

Warzęchowa Kotlina (słow. Varešková kotlinka, Vareškový kotol) – kotlina położona na wysokości ok. 1833 m n.p.m. znajdująca się w Dolinie Staroleśnej w słowackiej części Tatr Wysokich. Warzęchowa Kotlina jest częścią tzw. Warzęchowego Koryciska, leży u podnóża Warzęchowego Filaru odchodzącego od masywu Sławkowskiej Kopy na północ i Nowoleśnego Filaru odchodzącego na północny wschód od Skrajnej Nowoleśnej Turni. Na jej dnie leży spory Warzęchowy Staw, jej zachodnim skrajem przebiega niebiesko znakowany szlak turystyczny.
Warzęchowa Kotlina sąsiaduje:
- od południowego zachodu z położoną powyżej Nowoleśną Kotliną,
- od południowego wschodu z Jaminą – oddzielona dolnymi partiami Warzęchowego Filaru,
- od zachodu ze Zbójnickim Grzbietem,
- od północy ze Zbójnickim Koryciskiem.

## Szlaki turystyczne
– niebieski szlak znad Wodospadów Zimnej Wody i Rainerowej Chatki wzdłuż Staroleśnego Potoku do Schroniska Zbójnickiego i dalej na Rohatkę.
- Czas przejścia od Rainerowej Chatki do schroniska: 2:15 h, ↓ 1:45 h
- Czas przejścia od schroniska na przełęcz: 1:15 h, ↓ 55 min